# Dokumentationssprache
Eine Dokumentationssprache ist eine formale Sprache zur Nutzung innerhalb von Informations- und Dokumentationssystemen, d. h. zur Indexierung, Speicherung und zum Retrieval von Inhalten, indem einzelne Deskriptoren aus der Dokumentationssprache einem Dokument zugeordnet werden.
Man kann zwei Arten von Dokumentationssprachen unterscheiden:
- Natürlich-sprachlich basierte: Die Deskriptoren bestehen aus einer natürlichen Sprache, wie z. B. bei einem Thesaurus oder einem anderen Schlagwortsystem.
- Nicht natürlich-sprachlich basierte: Die Deskriptoren bestehen nicht aus einer natürlichen Sprache, doch die Beschreibung der Inhalte geschieht mit natürlichen Sprachelementen, wie z. B. bei einer Klassifikation.

Dokumentationssprachen zeichnen sich dadurch aus, dass es sich bei ihnen um ein kontrolliertes Vokabular handelt oder durch Notationen die Begriffe eindeutig identifizierbar sind. Auf diese Weise werden im Gegensatz zur natürlichen Sprache Begriffe und Bezeichnungen eindeutig aufeinander bezogen, so dass keine Homonyme, Polyseme und Synonyme mehr auftreten. Zusätzlich kann eine Dokumentationssprache Regeln und Syntax zur Präkombination enthalten.